# 2020-as román labdarúgókupa-döntő
A 2020-as román kupa-döntő Románia első számú labdarúgó kupaversenyének 82. döntője volt. A döntőt 2020. július 22-én játszotta a Sepsi OSK és az FCSB.
A Sepsi OSK fennállása óta először szerepelt a kupadöntőben, egyben ez a klub eddigi legnagyobb eredménye. A bukaresti FCSB a 32. döntőjére készülhetett.

## Út a döntőig
| ACS Sepsi OSK Sepsiszentgyörgy | ACS Sepsi OSK Sepsiszentgyörgy | Forduló      | FCSB                   | FCSB               |
| ------------------------------ | ------------------------------ | ------------ | ---------------------- | ------------------ |
| Ellenfél                       | Eredmény                       |              | Ellenfél               | Eredmény           |
| Ripensia Timișoara             | 4–1 (i)                        | Legjobb 32   | Metaloglobus București | 2–0 (i)            |
| Astra Giurgiu                  | 4–2 (o)                        | Legjobb 16   | Universitatea Cluj     | 1-0 (i)            |
| Petrolul Ploiești              | 1–0 (i)                        | nyolcaddöntő | Hermannstadt           | 2–1 (i)            |
| Politehnica Iași               | 5–1 (o) és 3-0 (i)             | elődöntő     | Dinamo București       | 3–0 (i) és 1–0 (o) |

## Döntő
| Sepsi | FCSB |

|                 |    |                     |  |     |          |
|                 |    |                     |  |     |          |
| K               | 33 | Roland Niczuly      |  |     |          |
| V               | 19 | Radoslav Dimitrov   |  | 75' |          |
| V               | 29 | Rachid Bouhenna (c) |  |     | 77′, 80′ |
| V               | 04 | Răzvan Tincu        |  |     |          |
| V               | 96 | Florin Ștefan       |  |     |          |
| KP              | 08 | Gabriel Vașvari     |  |     |          |
| KP              | 13 | Ronaldo Deaconu     |  |     |          |
| KP              | 23 | Anass Achahbar      |  | 83' |          |
| T               | 27 | Nicolae Carnat      |  | 46' |          |
| T               | 25 | Goran Karanović     |  | 46' |          |
| T               | 11 | Marius Ștefănescu   |  | 75' |          |
| Cserék:         |    |                     |  |     |          |
| K               | 95 | Fejér Béla          |  |     |          |
| KP              | 05 | Kovács Lóránt       |  |     |          |
| V               | 06 | Daniel Celea        |  | 83' |          |
| KP              | 07 | George Dragomir     |  |     |          |
| KP              | 10 | Fülöp Lóránd        |  | 46' |          |
| T               | 14 | Tomás Díaz          |  | 75' |          |
| T               | 18 | Pavol Šafranko      |  | 46' |          |
| KP              | 21 | Peter Gál-Andrezly  |  |     |          |
| KP              | 99 | Balázs Csiszér      |  | 75' |          |
| Edző:           |    |                     |  |     |          |
| Leontin Grozavu |    |                     |  |     |          |

|              |    |                   |  |     |
|              |    |                   |  |     |
| K            | 99 | Andrei Vlad       |  |     |
| V            | 02 | Valentin Crețu    |  |     |
| V            | 04 | Andrei Miron      |  |     |
| V            | 17 | Iulian Cristea    |  |     |
| V            | 03 | Ionuț Panțîru     |  | 89' |
| KP           | 20 | Ionuț Vînă        |  | 46' |
| KP           | 27 | Darius Olaru      |  | 46' |
| KP           | 23 | Ovidiu Popescu    |  |     |
| T            | 98 | Dennis Man 65'    |  |     |
| T            | 07 | Florinel Coman    |  | 93' |
| T            | 10 | Florin Tănase (c) |  | 58' |
| Cserék:      |    |                   |  |     |
| K            | 33 | Mihai Udrea       |  |     |
| T            | 92 | Romeo Niță        |  |     |
| T            | 31 | Andrei Istrate    |  |     |
| KP           | 29 | Andrei Pandele    |  |     |
| V            | 28 | Alexandru Pantea  |  | 89' |
| KP           | 25 | Ovidiu Perianu    |  | 93' |
| T            | 19 | Adrian Petre      |  | 46' |
| T            | 22 | Cristian Dumitru  |  |     |
| KP           | 11 | Olimpiu Moruțan   |  | 46' |
| Edző:        |    |                   |  |     |
| Anton Petrea |    |                   |  |     |

A mérkőzés legjpobbja:
- Dennis Man[1]

## Lásd még
- Official site